# Albrechtice nad Vltavou
Albrechtice nad Vltavou är en ort i Tjeckien.   Den ligger i regionen Södra Böhmen, i den centrala delen av landet, 90 km söder om huvudstaden Prag. Albrechtice nad Vltavou ligger 438 meter över havet och antalet invånare är 822.
Terrängen runt Albrechtice nad Vltavou är platt österut, men västerut är den kuperad. Runt Albrechtice nad Vltavou är det ganska glesbefolkat, med 30 invånare per kvadratkilometer. Närmaste större samhälle är Písek, 12,8 km nordväst om Albrechtice nad Vltavou. I omgivningarna runt Albrechtice nad Vltavou växer i huvudsak blandskog.